# Pharsalia subgemmata
Pharsalia subgemmata är en skalbaggsart som först beskrevs av Thomson 1857. Pharsalia subgemmata ingår i släktet Pharsalia och familjen långhorningar.
Artens utbredningsområde är:
- Bangladesh.
- Laos.
- Myanmar.

Inga underarter finns listade i Catalogue of Life.